# Politieke Recherche Afdeling

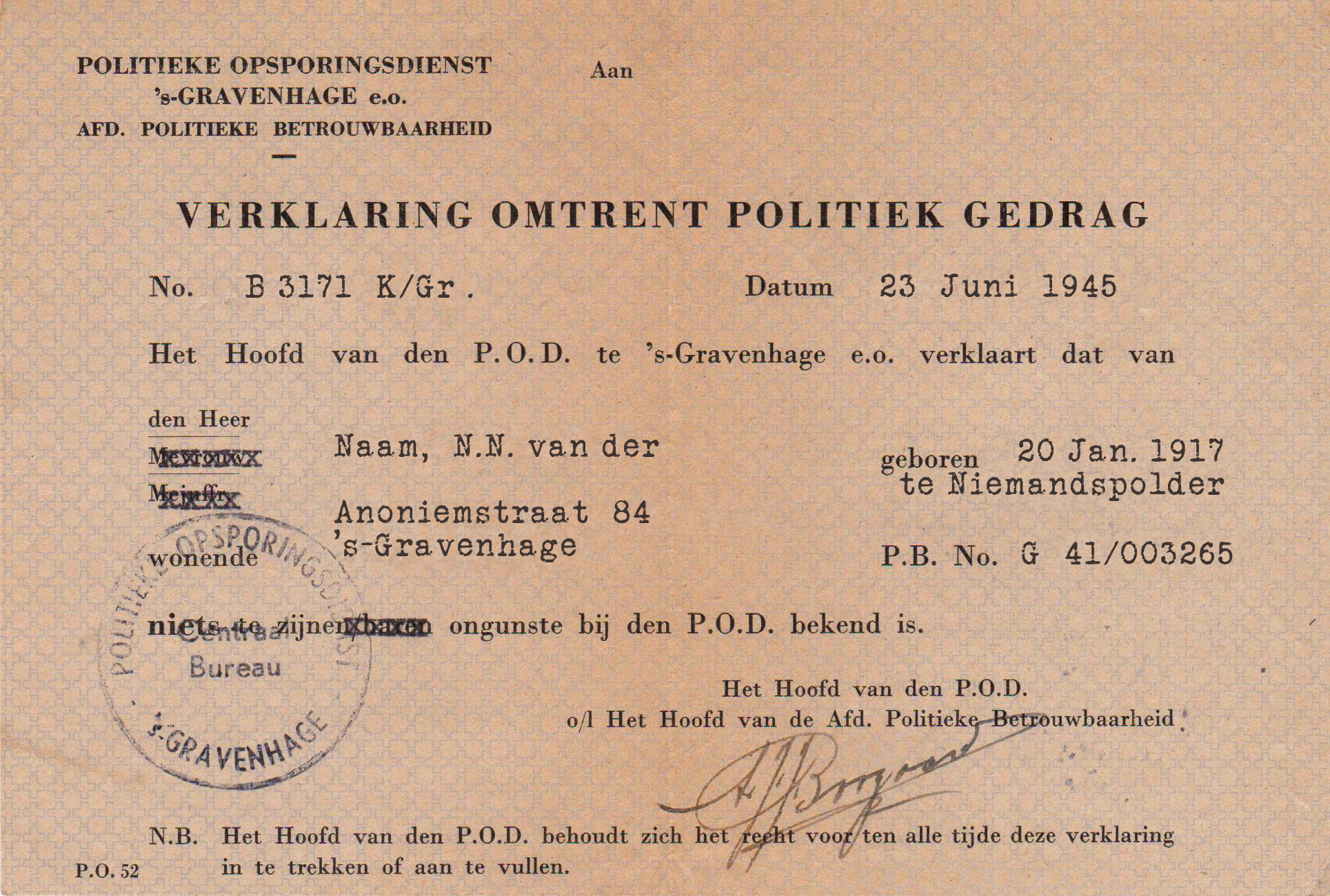
Verklaring Omtrent Politiek Gedrag

De Politieke Recherche Afdeling (PRA) is een instelling die door de Nederlandse overheid na de Tweede Wereldoorlog in het leven is geroepen. De organisatie begon als de Politieke Opsporingsdienst (POD), maar die werd in 1946 vervangen door de PRA.
Beide instanties hadden als doel het opsporen van en onderzoek doen naar ‘foute elementen' in de Nederlandse samenleving gedurende de Duitse bezetting, naar mensen dus die in meer of mindere mate met de Duitsers hadden gecollaboreerd. Dit waren onder meer NSB’ers en leden van mantelorganisaties van de NSB, Nederlandse SS’ers en vrijwilligers in Duitse dienst en verraders van ondergedokenen zoals joden en verzetsstrijders. De POD begon met deze taak in februari 1945; vanaf 1 maart 1946 zetten de PRA’s de werkzaamheden voort.